# 堀内宗心 (12代宗完)
堀内 宗心（ほりのうち そうしん、1919年1月20日 - 2015年5月27日）は、表千家の茶人。

## 来歴・人物
京都府京都市出身。堀内家・10代堀内宗完・不仙斎の三男、本名吉彦。1944年京都帝国大学理学部卒業、同副手。1946年2月長兄・幽峯斎宗完死去により長生庵を継ぎ、同年4月 表千家不審菴入門、内弟子として表千家第13代家元・即中斎千宗左に師事。同年12月建仁寺竹田益州より兼中斎の斎号を受ける。1953年12代堀内宗完を襲名。1997年甥の堀内國彦が宗完を継ぎ、宗心を名のる。1999年表千家家元より皆伝を受ける。2015年5月27日、前立腺癌のため死去。

## 著書
- 『表千家点前 お茶人の友』堀内宗完[編 世界文化社 1980
- 『暁の茶事』(茶と美写真シリーズ)堀内宗完 茶と美舎 1984
- 『茶の湯歳時記 道具の取り合せを中心に 炉編』堀内宗完 主婦と生活社 1984
- 『茶の湯歳時記 道具の取り合せを中心に 風炉編』堀内宗完 主婦と生活社 1985
- 『茶の湯聚話』堀内宗完 講談社 1985
- 『茶事の心得』 (茶の湯案内シリーズ) 堀内宗完 主婦の友社 1987
- 『茶事と習事十三箇条』堀内宗完 文化出版局 1987
- 『茶花』 (茶の湯案内シリーズ 堀内宗完 主婦の友社 1988
- 『七事式 解説とその研究』堀内宗完 主婦と生活社 1989-1991
- 『茶の湯質問箱 茶事に招かれたとき茶事を催すときのQ&A』 (家庭画報特選)堀内宗完 世界文化社 1992
- 『茶の湯質問箱 2 (拝見の心得Q&A)』 (家庭画報特選)堀内宗完 世界文化社 1993
- 『茶の湯と習事 作法とその解説』堀内宗完 主婦と生活社 1996
- 『茶の湯と飾物 作法とその解説』主婦と生活社 1998
- 『茶花のいれ方 堀内宗心(旧・宗完)作品集』 (お茶人の友) 世界文化社 1998
- 『私の茶乃湯考』世界文化社 2000
- 『表千家の茶懐石 亭主と客の心得』 (お茶人の友) 世界文化社 2000
- 『茶事を学ぶ』河原書店 2004
- 『おのれを磨く日々のけいこ』 (お茶のおけいこ) 世界文化社 2005
- 『歩々清風 科学する茶禅の人』禅文化研究所 2007

### 共著・監修・指導など
- 『わび茶への道』数江瓢鮎子共著 主婦と生活社 2000
- 『基本の炭点前 表千家流』 (お茶のおけいこ） 監修. 世界文化社 2001
- 『はじめて学ぶ客のマナー』 (お茶のおけいこ） 監修. 世界文化社 2001
- 『基本のけいこ 表千家流』 (お茶のおけいこ） 監修. 世界文化社 2001
- 『はじめて学ぶ水屋仕事』 (お茶のおけいこ） 監修. 世界文化社 2001
- 『風炉の点前　表千家流』 (お茶のおけいこ） 監修. 世界文化社 2001
- 『炉の点前 表千家流』 (お茶のおけいこ） 監修. 世界文化社 2001
- 『茶碗の見方・求め方』 (お茶のおけいこ） 黒田和哉共監修. 世界文化社 2003
- 『茶道具の味わいどころ』 (お茶のおけいこ)  岩崎博共監修. 世界文化社 2003
- 『小棚の点前 表千家流』 (お茶のおけいこ) 指導. 世界文化社 2003
- 『大棚の点前 表千家流』 (お茶のおけいこ)  指導. 世界文化社 2003
- 『茶事の流れと棚飾り 表千家流』 (お茶のおけいこ) 監修. 世界文化社 2003
- 『炉の正午の茶事と夜咄 表千家流』 (お茶のおけいこ) 指導. 世界文化社 2004
- 『風炉の正午の茶事と朝茶 表千家流』 (お茶のおけいこ) 指導. 世界文化社 2004
- 『灰形と灰の作り方 表千家流』 (お茶のおけいこ) 指導. 世界文化社 2004
- 『且坐と廻り花 表千家流』 (お茶のおけいこ) 指導. 世界文化社 2005
- 『立礼と茶箱を愉しむ 表千家流』 (お茶のおけいこ) 指導. 世界文化社 2005
- 『宗心茶話 茶を生きる』語り下ろし, 高橋睦郎聞き書き. 世界文化社 2006
- 『七事式「表千家流」花月』 (茶の湯の修練 1)監修. 世界文化社 2008
- 『七事式「表千家流」且坐』 (茶の湯の修練 2)指導. 世界文化社 2009
- 『七事式「表千家流」廻り炭廻り花花寄せ』 (茶の湯の修練 3) 指導. 世界文化社 2009
- 『七事式「表千家流」茶カブキ数茶一二三』 (茶の湯の修練 4) 指導. 世界文化社 2009
- 『宗心茶話 茶を生きる』語り下ろし, 高橋睦郎聞き書き, 与田弘志写真 世界文化社 2010
- 『はじめて学ぶ茶の湯表千家流』指導. 世界文化社 2013
- 『堀内宗心茶事 DVDブック 炉編』監修. 世界文化社 2014
- 『堀内宗心茶事 DVDブック 風炉編』監修. 世界文化社 2014